# Daïra de Sidi M'Hamed Ben Ali
Pour les articles homonymes, voir Sidi M'Hamed.
La daïra de Sidi M'Hamed Ben Ali est une circonscription administrative algérienne située dans la wilaya de Relizane. Son chef-lieu est situé sur la commune éponyme de Sidi M'Hamed Ben Ali.
La daïra regroupe les trois communes de Sidi M'Hamed Ben Ali, Beni Zentis et Mediouna.